# Dorfkirche Manker

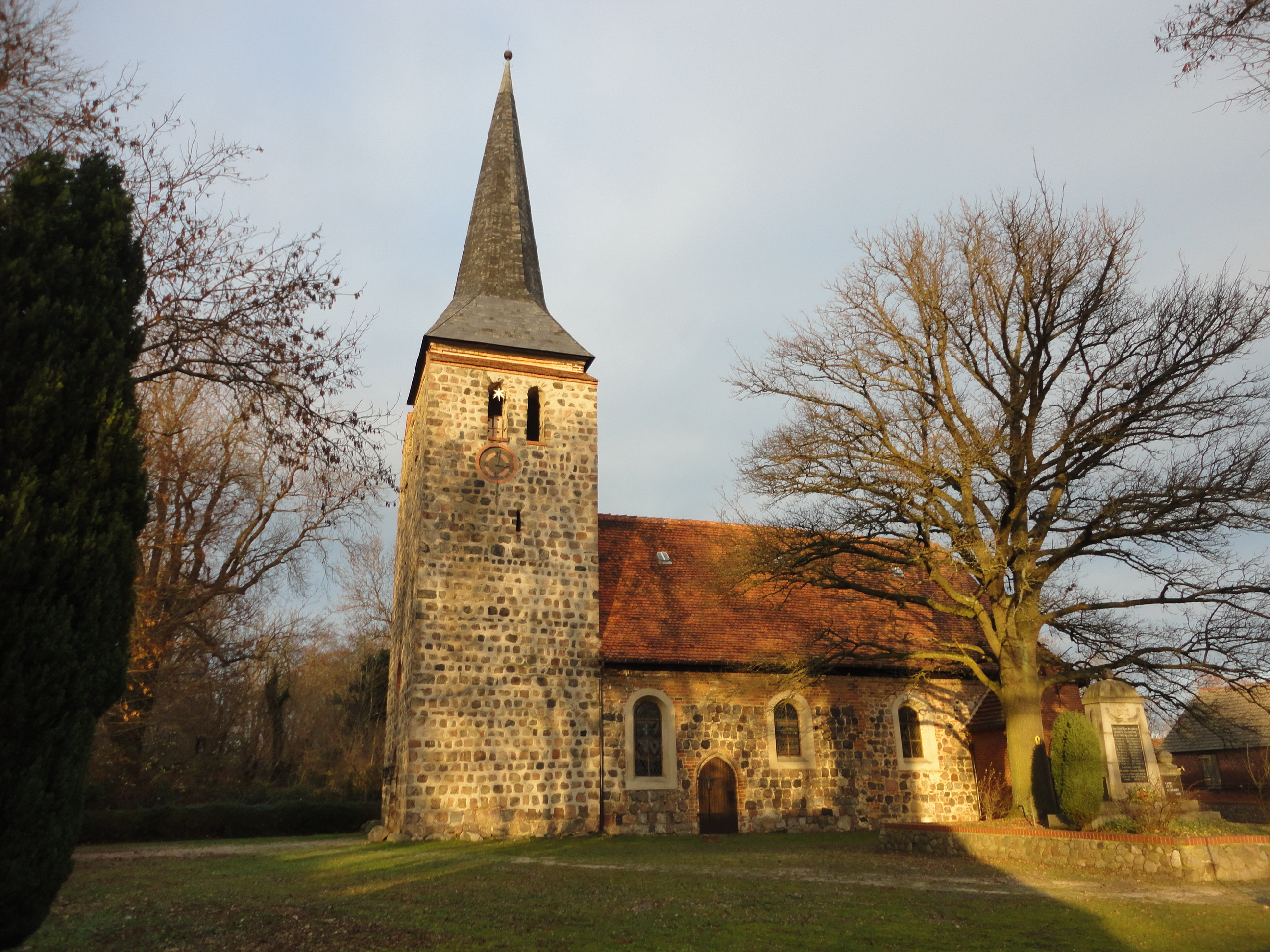
Dorfkirche in Manker, vor 2016

Die evangelische Dorfkirche Manker ist eine Hallenkirche in Manker, einem Ortsteil der Stadt Fehrbellin im brandenburgischen Landkreis Ostprignitz-Ruppin. Die Kirche gehört der Gesamtkirchengemeinde Temnitz im Kirchenkreis Wittstock-Ruppin der Evangelischen Kirche Berlin-Brandenburg-schlesische Oberlausitz an. Das Gebäude steht unter Denkmalschutz.

## Beschreibung
Die Kirche steht im Ortskern von Manker, nördlich der Dorfstraße. Es handelt sich im Kern um einen Saalbau aus Feldsteinquadern, der in der zweiten Hälfte des 13. Jahrhunderts errichtet wurde. Im mächtigen Westturm, der die gesamte Breite des Schiffs einnimmt, befindet sich ein frühgotisches Portal mit Feldsteinlaibung. Das spätgotische Südportal zeichnet sich hingegen abgerundete Backsteinlaibung aus. Vermutlich wurden zur gleichen Zeit die Schiffswände in Backstein erhöht. Im Zeitraum von 1713 bis 1716 wurde die Kirche, die im Dreißigjährigen Krieg zerstört worden war, nach Osten verlängert und polygonal geschlossen. Dabei wurden auch die Fenster und der Turmabschluss verändert, um den hohen Spitzhelm errichten zu können. 
Die Kirche wurde 1990/91 restauriert, wobei auch der Turmraum verändert wurde. Das Innere überspannt eine Putzdecke mit Vierpass- und Kreismotiven aus dem 18. Jahrhundert. Die Ausstattung, einschließlich der Hufeisenempore, des Pfarrer- und Gemeindegestühls, stammt aus dem Zeitraum von 1713 bis 1716. Der aufwendige hölzerne Kanzelaltar mit inschriftlichem Vermerk von 1713/16 wurde wahrscheinlich vom Havelberger Bildhauer Heinrich Joachim Schultz entworfen. Aus seiner Hand stammen auch der Kanzelaltar und ein Taufengel der Dorfkirche Garz. Der üppig ornamentierte Korb wird von einem von zwei Karyatiden getragenen Schalldeckel aus Akanthuswerk gekrönt, flankiert von Säulenpaaren und Schnitzwangen; auf den Giebelstücken sind allegorische Figuren Spes und Fides dargestellt. Hinter dem Altar befindet sich eine spätgotische Sakramentsnische mit Tür und Gittertür, in der sich ein Gemälde des Schweißtuchs der Veronika auf Holz befindet, das stark übermalt ist. Zur Ausstattung gehören zudem ein hölzernes Kruzifix aus dem 15. Jahrhundert, ein Pfarrerbildnis von J. Litzmann († 1728) sowie ein um 1700 gefertigter Messing-Kronleuchter. Gesondert unter Denkmalschutz steht eine um 1490 gegossene Glocke.